# Melica macra
Melica macra är en gräsart som beskrevs av Christian Gottfried Daniel Nees von Esenbeck. Melica macra ingår i släktet slokar, och familjen gräs. Inga underarter finns listade i Catalogue of Life.